# بالاهوفيت
بالاهوفيت (الأرمنية: Բալահովիտ، وتكتب أيضًا بالحروف اللاتينية بالاوفيت؛ سابقًا حتى عام 1968، مغوب، ميخوب، وميهوب) هي قرية في محافظة كوتايك في أرمينيا. هاجرت غالبية المستوطنين الأوائل للقرية في 1828-29 من خوي وسلماس في إيران الحالية، بينما جاء بعض المهاجرين من بولانخ. أعيد تسميتها بالاهوفيت في عام 1968 بناءً على طلب من مجموعة أرمنية أمريكية، نسبةً إلى إحدى الكانتونات الثمانية (غافار) في صوفين في أرمينيا الكبرى، التي تحمل الاسم نفسه. يوجد في المجتمع مدرسة، وبيت ثقافة، ومحطة إسعافات أولية، بالإضافة إلى موقع المحطة التجريبية لمعهد يريفان البيطري. كان في بالاهوفيت روضة أطفال، لكنها أُغلقت في يوليو 2004 بسبب تدهور ظروف المنشأة التعليمية. يعتمد الاقتصاد المحلي بشكل كبير على الزراعة، ويقوم أساسًا على زراعة الحبوب، وزراعة البساتين، وتربية الماشية. يوجد في بالاهوفيت أقلية صغيرة من الأكراد (بما في ذلك اليزيديون) وروس.